# 朱彭壽
朱彭寿（1869年—1950年），别名筱汀，号述庵，又号述叟、寿鑫斋主人，浙江海盐人。中國近現代學者。

## 生平
清光绪十四年（1888）中举人，曾官内阁中书。光绪二十四年（1898年）成戊戌科进士，同年五月，继续任內閣中書。歷任职典礼院直阁学士、陆军部右丞、陆军部左丞。北洋政府時期，曾任长沙海关监督等職。

## 著作
曾受徐世昌聘請总纂《清儒学案》。著有《旧典备徴》5卷、《国朝人物考略》32卷、《皇清记事五表》32卷、《古今人生日考》12卷、《述庵诗草》6卷、《安乐康平室随笔》6卷等。 